# Farfugium japonicum
Farfugium japonicum (L.) Kitam. è una pianta erbacea originaria del Giappone appartenente alla famiglia delle Asteraceae.

## Varietà
La specie comprende diverse varietà tra cui le più comuni:
- Farfugium japonicum var. giganteum
- Farfugium japonicum var. formosanum
- Farfugium japonicum var. japonicum
- Farfugium japonicum var. luchuense